# 姚瑞英
姚瑞英（？—），河北衡水人，中国女子田径运动员，主项是标枪。她曾在泰国曼谷举办的1978年亚洲运动会中以57米22的破赛会纪录成绩获得女子标枪金牌。